# Halgerda toliara
Espèce
Halgerda toliara est une espèce de nudibranches du genre Halgerda et de la famille des Discodorididae.

## Répartition géographique
Cette espèce a été décrite de Madagascar et est présente dans l'Est de l'Océan indien jusqu'à l'Afrique du Sud. Elle se rencontre notamment dans les Comores et au Mozambique ainsi qu'à Mayotte et à La Réunion.

## Habitat
Halgerda toliara se rencontre rampant en eau peu profonde sur des débris de coraux mais peut être observée jusqu'à 30 m sur les récifs rocheux et coralliens tropicaux et subtropicaux.

## Description
Halgerda toliara mesure de 5 à 40 mm,,.

### Morphologie externe
Le corps, relativement peu profilé, est ovale avec une texture lisse et ferme. La couleur de base de l'animal est blanche à jaune-blanc pâle. Les viscères, de couleur blanche, sont visibles à travers le notum. Le dos présente des crêtes basses mais distinctes disposées en réseau réticulé, de lignes jaunes à orangées s'estompant vers le manteau. Il n'y a pas de tubercules aux jonctions des crêtes. De petits tubercules jaunes à couleur crème sont dispersés de manière dense le long de la bordure du manteau. Une fine bordure blanche est présente le long du bord du manteau.
Les longs rhinophores ont une base plus étroite que le tiers supérieur de la massue. Les tiges des rhinophores ont un diamètre lisse et régulier sur les deux tiers de leur longueur. Le pédoncule s'élargit ensuite au niveau des lamelles avant de se rétrécir vers le sommet. Une coloration noire est présente sur le tiers supérieur et entoure la massue. La base du rhinophore est dépourvue de pigment noir alors que le club du rhinophore est entièrement noir. Les deux tiers inférieurs des rhinophores sont d'un blanc translucide. 
La branchie est grande avec quatre branches peu pennées et la paire postérieure est divisée en deux chez les animaux de couleur plus pâle. La moitié ou le tiers supérieur des branches branchiales est noire, sans pigmentation sur les apex des animaux de couleur plus pâle. La couleur de fond des branchies est blanc translucide. À l'intérieur du rachis branchial, on peut observer les mêmes structures plates de type glandulaire que l'on trouve chez les autres espèces du genre Halgerda. La papille anale est courte et de couleur blanche. Le pied est large avec un bord blanc et s'étend postérieurement au-delà du manteau. Les tentacules buccaux sont courts et digitiformes.

### Armature buccale
La masse buccale n'est pas pigmentée et le sac radulaire est allongé et repose à plat contre le bulbe buccal. La formule radulaire est 43 x 30.0.30. Les quatre dents internes sont légèrement plus petites que les dents latérales centrales. Toutes les dents sont hamatées. Les trois dents latérales externes sont fimbriées.

### Système reproducteur
Le système reproducteur est triaulique. La large ampoule est aplatie et repose sur la masse de la glande femelle. La masse de la glande femelle est plus grande que celle de la prostate. L'ampoule se rétrécit dans le canal postampullaire et bifurque dans le canal déférent et l'oviducte.
L'oviducte est court et pénètre dans la masse glandulaire femelle. Le court canal déférent se sépare de l'ampoule et s'élargit dans la grande prostate glandulaire en deux parties qui se replient sur elles-mêmes. La partie musculaire du canal déférent quitte la prostate en un long canal unique qui fait une demi-boucle puis s'élargit dans le court et large bulbe pénien. Le court canal utérin émerge de la masse glandulaire femelle et rejoint le réceptacle séminal à sa base. Le canal séminal est modérément long et relie le réceptacle séminal rond à la bourse copulatrice sphérique beaucoup plus grande et adjacente au vagin. La prostate se trouve à côté de la bourse et est à peu près de la même taille. Le sommet du réceptacle est partiellement caché sous la bourse et est également légèrement replié sous la prostate. Le canal vaginal, qui émerge de la base de la bourse copulatrice, est long et mince. Il ne s'élargit pas à sa sortie adjacente à la base de l'orifice mâle. L'atrium génital commun n'est pas aussi large que le pénis.

## Espèces similaires
Halgerda toliara est assez similaire à Halgerda formosa et à Halgerda wasinensis qui arborent des crêtes jaune-orange mais ces dernières ont des marques sombres sur le notum et le pied absentes chez la première. Halgerda toliara a de petits tubercules jaunes le long du bord du manteau alors qu'ils sont blancs chez Halgerda formosa. Enfin, Les branches branchiales de Halgerda formosa et Halgerda wasinensis sont fortement pennées alors qu'elles sont faiblement pennées chez Halgerda toliara.

## Alimentation
Halgerda toliara se nourrit d'éponges.

## Publication originale
- Fahey, S., Gosliner, T. M. 1999. Description of three new species of Halgerda from the western Indian Ocean, with a redescription of Halgerda formosa, Bergh, 1880. Proceedings of the California Academy of Sciences, 51(8): 365-383. (BHL)

## Étymologie
L'épithète toliara fait référence au nom malgache de l'ancienne province de tuléar de Madagascar où les premiers spécimen ont été collectés.